# Waschhaus (Mandres-en-Barrois)

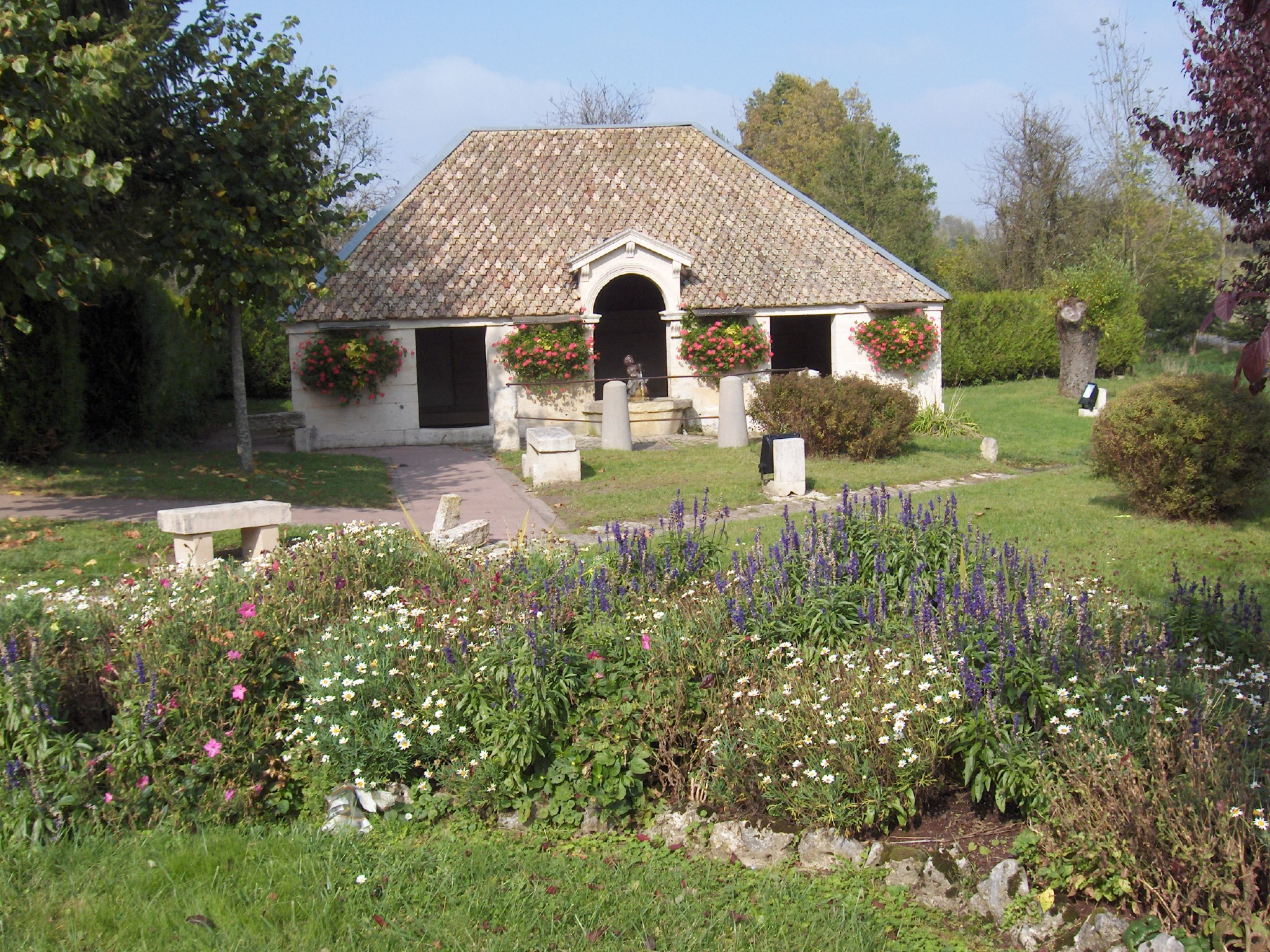
Waschhaus in Mandres-en-Barrois

Das Waschhaus (französisch lavoir) in Mandres-en-Barrois, einer französischen Gemeinde im Département Meuse in der Region Grand Est, wurde 1849 an der Place de la Fontaine errichtet. 
Das öffentliche Waschhaus aus Kalksteinmauerwerk mit Walmdach steht am Ufer des Baches Ormançon. 
Außen wird der Brunnen, der eine Viehtränke mit Wasser versorgte, von einem hohen Rundbogen mit Dreiecksgiebel gerahmt. 